# Astragalus pseudobabatagi
Astragalus pseudobabatagi är en ärtväxtart. Astragalus pseudobabatagi ingår i släktet vedlar, och familjen ärtväxter. Inga underarter finns listade i Catalogue of Life.